# Henk Jan Meijer
Hendrik Jan (Henk Jan) Meijer (Wassenaar, 5 augustus 1951)  is een Nederlands bestuurder en politicus namens de VVD. Sinds 11 juni 2019 is hij lid van de Eerste Kamer der Staten-Generaal.

## Opleiding en loopbaan
Meijer ging van 1963 tot 1968 naar de HBS-B aan het Rijnlands Lyceum Wassenaar en studeerde van 1968 tot 1975 sociologie aan de Rijksuniversiteit Groningen met een specialisatie in planologie. Van 1975 tot 1976 was hij reserve-officier bij de Koninklijke Marechaussee. Van 1976 tot 1989 werkte hij bij het ministerie van Volkshuisvesting, Ruimtelijke Ordening en Milieubeheer, waarvan laatstelijk als plaatsvervangend secretaris van de Raad van advies voor de ruimtelijke ordening.

## Raadslid en wethouder van Den Haag
Meijer werd in 1982 gemeenteraadslid in Den Haag waar hij van 1987 tot 1989 ook fractievoorzitter was. Van 1989 tot 2000 was hij wethouder van Verkeer, Binnenstad en Beschermde Stadsgezichten. In 1994 werd hij locoburgemeester van Den Haag.

## Burgemeester van Zwolle
Op 14 juli 2000 werd Meijer burgemeester van Zwolle. Hij werd op 9 juli 2018 voor een vierde termijn beëdigd als burgemeester ingaande op 14 juli 2018. Meijer had het voornemen om per 1 september 2019 zijn functie als burgemeester van Zwolle neer te leggen. Enkele weken later werd Peter Snijders door de gemeenteraad van Zwolle voorgedragen als burgemeester. Deze begon op 16 september 2019. Op 30 augustus 2019 nam hij in de Grote Kerk van Zwolle afscheid als burgemeester van Zwolle. Tijdens deze bijeenkomst ontving hij twee onderscheidingen: hij werd ereburger van Zwolle en Officier in de Orde van Oranje-Nassau.

## Eerste Kamerlid en nevenfuncties
Op 11 juni 2019 werd Meijer geïnstalleerd als lid van de Eerste Kamer. Hierin is hij voorzitter van de vaste commissie voor Infrastructuur, Waterstaat en Omgeving (IWO) en ondervoorzitter van de Parlementaire onderzoekscommissie effectiviteit antidiscriminatiewetgeving. Sinds 1 januari 2025 is hij vice-fractievoorzitter van de VVD in de Eerste Kamer. 
Naast zijn Eerste Kamerlidmaatschap bekleedt hij diverse nevenfuncties:
- lid Raad van Toezicht Stichting advies onroerende zaken (SAOZ), vanaf 25 maart 2022;
- voorzitter Stichting Thorbecke Zwolle, vanaf 1 december 2019;
- voorzitter Raad van Toezicht Kennispoort Regio Zwolle, vanaf 1 september 2019;
- voorzitter Cultuurprijs Overijssel Provincie Overijssel, vanaf 1 juli 2019;
- president-commissaris Wildlands Adventure Zoo Emmen, vanaf 1 december 2018;
- voorzitter Auditteam Voetbal en Veiligheid Ministerie van Justitie en Veiligheid, vanaf september 2016;
- voorzitter Programmaraad Trendbureau Provincie Overijssel, vanaf juli 2015.

Na de gemeenteraadsverkiezingen van 2022 werd Meijer door de Almeerse VVD aangesteld als informateur.

## Waarnemend burgemeester van Enschede
Meijer werd op 18 november 2020 door de commissaris van de Koning in Overijssel benoemd tot waarnemend burgemeester van Enschede als tijdelijke vervanger van Onno van Veldhuizen, die zwaar getroffen is door het coronavirus. De benoeming ging in op 19 november 2020. Op 15 maart 2021 ging Van Veldhuizen weer aan het werk als burgemeester van Enschede.

## Onderscheidingen
- Ridder in de Orde van Oranje-Nassau (5 september 2000).
- Ereburger van de gemeente Den Haag (5 september 2000).
- Officier in de Orde van Oranje-Nassau (30 augustus 2019).
- Ereburger van de gemeente Zwolle (30 augustus 2019).

## Persoonlijk
Meijer is getrouwd en heeft twee dochters. Hij heeft twee zoons uit een eerder huwelijk.
Pim van Ballekom · Jan Anthonie Bruijn · Paulien Geerdink · Marian Kaljouw · Tanja Klip-Martin · Marjolein van der Linden · Henk Jan Meijer · Koen Petersen · Cees van de Sanden · Rian Vogels
- Parlement.com: vhy1hf5bwdzd